# 児玉幸子
児玉 幸子（こだま さちこ、1970年（昭和45年） - ）は、日本の芸術家、メディアアート研究者。静岡県立清水東高等学校理数科卒、北海道大学理学部物理学科卒業、筑波大学大学院修士課程芸術研究科デザイン専攻総合造形コースおよび博士課程芸術学専攻修了（博士（芸術学））。国立大学法人電気通信大学准教授。

## 経歴
九州出身の両親のもと、鹿児島県最南端、静岡県清水市（現・静岡市）三保の松原付近の自然に触れ合って成長する。
2000年（平成12年）、磁性流体のアートプロジェクト「突き出す、流れる」を開始。作品『突き出す、流れる』（竹野美奈子との共作）で、2001年（平成13年）に SIGGRAPH Art Gallery 入選、2002年（平成14年）の第5回文化庁メディア芸術祭ではデジタルアートインタラクティブ部門で大賞を受賞。同年、デジタルコンテンツグランプリでアート部門最優秀賞、情報文化学会芸術賞を受賞。作品『突き出す、流れる』は、日本のメディア芸術100選に選ばれる。
スペイン・マドリードのソフィア王妃芸術センター、東京都写真美術館、東京都現代美術館、日本科学未来館、フランス・パリのエスパス・ルイ・ヴィトン等で作品を発表。 2009年（平成21年）、文化庁新進芸術家海外研修制度によりアメリカ合衆国にて滞在制作。

### １．活動履歴

#### １-１．個展
1996年  児玉幸子展，コバヤシ画廊（東京）
2004年  児玉幸子―呼吸するカオス，テリック・ギャラリー（ロサンゼルス）
2005年  うにのかくれんぼ―ダイナミック・フルイド　児玉幸子の磁性流体アートプロジェクト，科学技術館（東京） 
2006年  児玉幸子　Morphotower，ギャラリー坂巻（東京）
2008年  児玉幸子展，ギャラリー坂巻（東京）
2010年  見えない庭，日本科学未来館（東京）
2011年  児玉幸子―私の小さな海，NC Soft Creative Fountain（ソウル）
2011年  児玉幸子展，Input/Output Gallery（香港）
2012年  児玉幸子　個展，Agora Art Project × Space（台北）
2016年  児玉幸子―磁性流体彫刻とメディアアートのデザイン展，調布市文化会館たづくり（東京）
2017年  児玉幸子展覧会　眩惑について，清課堂（京都）
2019年  児玉幸子　眩惑について，東京パブリッシングハウス（東京）
2020年  児玉幸子　脈動－溶けるリズム，府中市美術館 公開制作 （東京）
2021年  児玉幸子　見えない記号と重力の庭，日本橋髙島屋S.C. 美術画廊X （東京） 

#### １-２．グループ展
1998年   パラ・パラ・パララックス展，ギャラリーNWハウス（東京）
2001年   インタラクション'01―拡張するイメージとの対話，ソフトピア・ジャパン・センター（岐阜）
           Zone展，パラグローブ（東京）
2002年   日本媒体芸術作品展2002，中央美術学院美術館（北京）
　　　　プログラム・シード展，京都芸術センター（京都）　　　
　　　　Cibervision'02， Conde Duque Cultural Centre（マドリッド） 
     　　Mood River， Wexner Center for the Arts（オハイオ）
　　　　映像体験ミュージアム展，福井県立美術館（福井） 
2003年   Ars Electronica 2003 CODE―The Language of Our Time， アルスエレクトロニカ・センター(リンツ) 
2004年   Navigator: Digital Art in the Making，国立台湾美術館（台中）
　　　　Time/Space, Gravity, and Light，スカーボール文化センター（ロサンゼルス）
2005年　超（メタ）ヴィジュアル―映像・知覚の未来学，アンギャン＝レ＝バン・アートセンター（フランス）
　　　　デジタルアートフェスティバル東京2005，パナソニックセンター（東京）
2006年  文化庁メディア芸術祭デバイスアート展，東京都写真美術館（東京）
　　　　エレクトリカルファンタジスタ，BankART Studio NYK（神奈川）
　　　　Woman's Perspective in New Media，Bitforms Gallery Seoul（ソウル）
2007年　南九州の現代作家たち―Message 2007，都城市立美術館（宮崎）
　　　　文化庁メディア芸術祭10周年企画展「日本の表現力」，国立新美術館（東京）
　　　　 Electronic Alive IV，タンパ大学スカーフォン・ギャラリー（フロリダ）
　　　　文化庁メディア芸術祭2007上海展，上海都市彫刻芸術センター（上海）
　　　　文学の触覚，東京都写真美術館（東京）
2008年  Sculpture in Motion: Art Choreographed by Nature, アトランタ植物園（ジョージア）
　　　　機械と心―デジタルアートとニューメディア，ソフィア王妃芸術センター（マドリッド）
　　　　アンディ・モーゼス、児玉幸子、エーヴェルト・ヒルゲマン，サミュエル・フリーマン・ギャラリー（サンタモニカ）
　　　　SIGGRAPH ASIA 2008, Art Gallery: Curated Show，サンテック・シンガポール国際会議展示場（シンガポール） 
2009年   僕とアートの夏休み，市原市水と彫刻の丘（千葉）
　　　　Device Art Exhibition，アルスエレクトロニカ・センター（リンツ）
　　　　Device_art 3.009，コンテナ（クロアチア） 
　　　　Art Future 2009，オディトリオIMAGINA（バルセロナ）
2010年   サイバーアーツジャパン―アルスエレクトロニカの30年，東京都現代美術館（東京）
　　　　Silicon dreams: Art, Science & Technology in the European Union，TABAKELERA（サンセバスティアン）
　　　　Ars Electronica - Poetry of Motion，アウトモビール・フォーラム・ウンター・デン・リンデン（ベルリン）
　　　　魔法の美術館，大分市美術館（大分）
　　　　文化庁メディア芸術祭イスタンブール展，ペラ美術館（イスタンブール）
　　　　文化庁メディア芸術祭巡回企画展札幌展，札幌芸術の森センター（北海道）
2011年  Art Futura XXI，アルホンディガ・ビルバオ（ビルバオ）
　　　　Left to my own devices，INSPACE（スコットランド）
　　　　魔法の美術館，盛岡市民文化ホール（岩手）・たけはら美術館（広島）
　　　　Close Your Eyes and Tell Me What You See，ヨーテボリ美術館（スウェーデン）・バルティオブオリ天文台（フィンランド）
2012年   MEDIA GEIJUTSU Flow & Bright，GYRE（東京）
　　　　Transmurtation，ハイライン・ロフト（ニューヨーク）
　　　　Art Rock Festival: Pavillon des Arts Numériques，サン＝ブリュー美術館（フランス）
　　　　Turbulence，エスパス・ルイ・ヴィトン（パリ）
　　　　夢現代∞美術展，浜田市世界こども美術館（鳥取）
　　　　魔法の美術館，夢みなとタワー（鳥取）・松坂屋美術館（愛知）
2013年   文化庁メディア芸術祭山梨展，山梨県立図書館（山梨）
　　　　Turbulences II，アンパン男爵邸（ブリュッセル）
　　　　We are in complete control，3階（ヨーテボリ）
　　　　Lille 3000, Natures Artificielles，サン・ソヴール駅（リール）
　　　　青森EARTH 2013―すばらしい新世界　再魔術化するユートピア，青森県立美術館（青森）
　　　　魔法の美術館，宮崎県立美術館（宮崎）・熊本市現代美術館（熊本）・上野の森美術館（東京）・金沢21世紀美術館（石川）・岡山シティミュージアム（岡山）
　　　　Design Shanghai，上海当代芸術博物館（上海）
2014年   Boundless Fantasy: Multimedia Art from East Asia，ニューヨーク州立大学ストーニーブルック校チャールズ・B・ワン・センター（ニューヨーク） 
    　　Ankoku，ギャラリー・ダ・エンド（パリ）
2015年  LIVE: Work from the Collections #5，ロンドン芸術大学チェルシー・スペース（ロンドン）
2016年  文化庁メディア芸術祭20周年企画展「変える力」， アーツ千代田3331（東京）
2017年  ArtFutura Roma: Digital Creature, エクス・ドガーナ（ローマ）
　　　　Nuit Blanche KYOTO 2017，清課堂（京都）
　　　　文化庁メディア芸術祭石垣島展，石垣市民会館（沖縄）
　　　　Imaginary Guide: Japan, アート・アーセナル（キーウ・ウクライナ）
2020年  文化庁メディア芸術祭小樽展、 運河プラザ3番庫 (小樽) 
　　　　「ファルマコン 連鎖／反応」展、アトリエみつしま（京都）
2021年　新竹取物語、生越ブリュワリー（埼玉）
　　　　Vision Gate、羽田空港/成田空港（東京、千葉）
　　　　調布メディアアートラボ Vision in Motion 2021 (東京)
2022年「Small Reboots」 The Museum of Contemporary Art of Vojvodina (ノヴィサド・セルビア)

### ２．代表的な作品
- 生きている表面　佐山弘樹のEvoloop（ラングトンのループを参照)をテクスチャ生成に利用）
- 『脈動する (Pulsate) 』シリーズ
- 突き出す、流れる (Protrude, Flow)
- モルフォタワー (Morpho Tower)
- 『跳ね星』プロジェクト
- Blooming Space
- 『惑星 (Planet) 』シリーズ
- 『Invisible Heart』他、ライトアートシリーズ

### 3．受賞歴
1994年  ふくい国際青年メディアアートフェスティバル準優秀賞
1995年  名古屋国際ビエンナーレARTEC'95  国際公募展入選
1997年  名古屋国際ビエンナーレARTEC'97  国際公募展入選
2001年  SIGGRAPH 2001 アートギャラリー 入選
2002年  文化庁メディア芸術祭デジタルアートインタラクティブ部門 大賞
2002年  デジタルコンテンツグランプリ2001 アート部門 最優秀賞
2002年  情報文化学会 芸術賞
2005年  VIDEOEX 2005 International Experimental Film & Video Festival 入選
2005年  The Ninth Annual MadCat Women's International Film Festival 入選
2006年  SIGGRAPH 2006 アートギャラリー 入選
2009～2010年 文化庁新進芸術家海外研修制度により米国にて滞在制作

### ４．アートフェア等
2010年  The Armory Show 2010Piers 92 & 94（ニューヨーク）
2011年  シャネル J12ウォッチイベント（パリ, 東京, ニューヨーク）
2015年   Art Paris Art Fair 2015Galerie-da end（パリ）

### ５．コレクション
・都城市立美術館 Miyakonojo City Museum of Art（宮崎）
・Boghossian Foundation（ベルギー）
・ArtFutura（スペイン）

### ６．ミュージアム展示作品制作　 Commission Works
・Ars Electronica Center（リンツ,　オーストリア）
・沖縄こどもの国ワンダーミュージアム（沖縄）
・国立科学工芸博物館（高雄，台湾）
・パナソニックセンター東京クリエイティブミュージアムAkeruE（東京）
・スペースLABO（北九州市科学館）（福岡）